# Fujisawa Hōsai
Pour les articles homonymes, voir Fujisawa (homonymie) et Hosai.
Fujisawa Hōsai est un nom japonais traditionnel ; le nom de famille (ou le nom d'école), Fujisawa, précède donc le prénom (ou le nom d'artiste).
Fujisawa Hōsai (藤沢 朋斎, 5 mars 1919 - 2 août 1993), né sous le nom de Fujisawa Kuranosuke (藤沢 庫之助), était un joueur de go professionnel, parmi les meilleurs du XXe siècle.

## Biographie
Fujisawa Hōsai est né à Yokohama, au Japon. Il est devenu insei à la Nihon Ki-in à l'âge de 11 ans. Il était également l'un des disciples de Hon'inbō Shūsai. Son style de fuseki était différent de la plupart des autres joueurs. Il ouvrait généralement le jeu au san-san avec Noir, et jouait souvent un go d'imitation (symétrique de tous les coups adverses) avec Blanc. Il a été le premier joueur à atteindre le rang de 9e dan après la mise en place du système de promotion par Oteai. Il est également connu pour avoir disputé avec Go Seigen les matchs de Jubango, qui consistaient en une série de 10 parties. Ces matchs eurent lieu deux fois, en 1951 et en 1952, alors que Fujisawa Hōsai et Go Seigen étaient les seuls 9e dan, mais Fujisawa perdit les deux fois.

## Titres
| Titre               | Années |
| ------------------- | ------ |
| Titres nationaux    | 4      |
| Judan               | 1964   |
| Oza                 | 1958   |
| Hayago Meijin       | 1961   |
| Hayago Championship | 1971   |

### Exemples de parties commentées
- (en) [vidéo] Michael Redmond Go TV, « The first 9-Dan pro Fujisawa Hosai! My only game against the prominent player of the 20th century », sur YouTube.